# Arnold Quellinus
Arnold Quellinus (anche Artus Quellinus III; Anversa, 1653 – Londra, dicembre 1686) è stato uno scultore fiammingo della famiglia Quellinus, attivo a Londra nella seconda metà del XVII secolo.

## Biografia
Figlio di Artus Quellinus il Giovane e fratello di Thomas Quellinus, seguì la propria formazione artistica nella bottega paterna ad Anversa, per poi spostarsi a Londra nel 1682; lì divenne assistente dello scultore Grinling Gibbons.